# 凹齒龍科
凹齒龍科（學名：Rhabdodontidae）是群生存於白堊紀的植食性鳥腳亚目恐龍。凹齒龍科的外表看似大型、結實的稜齒龍類，並擁有深頭顱骨與頜部。

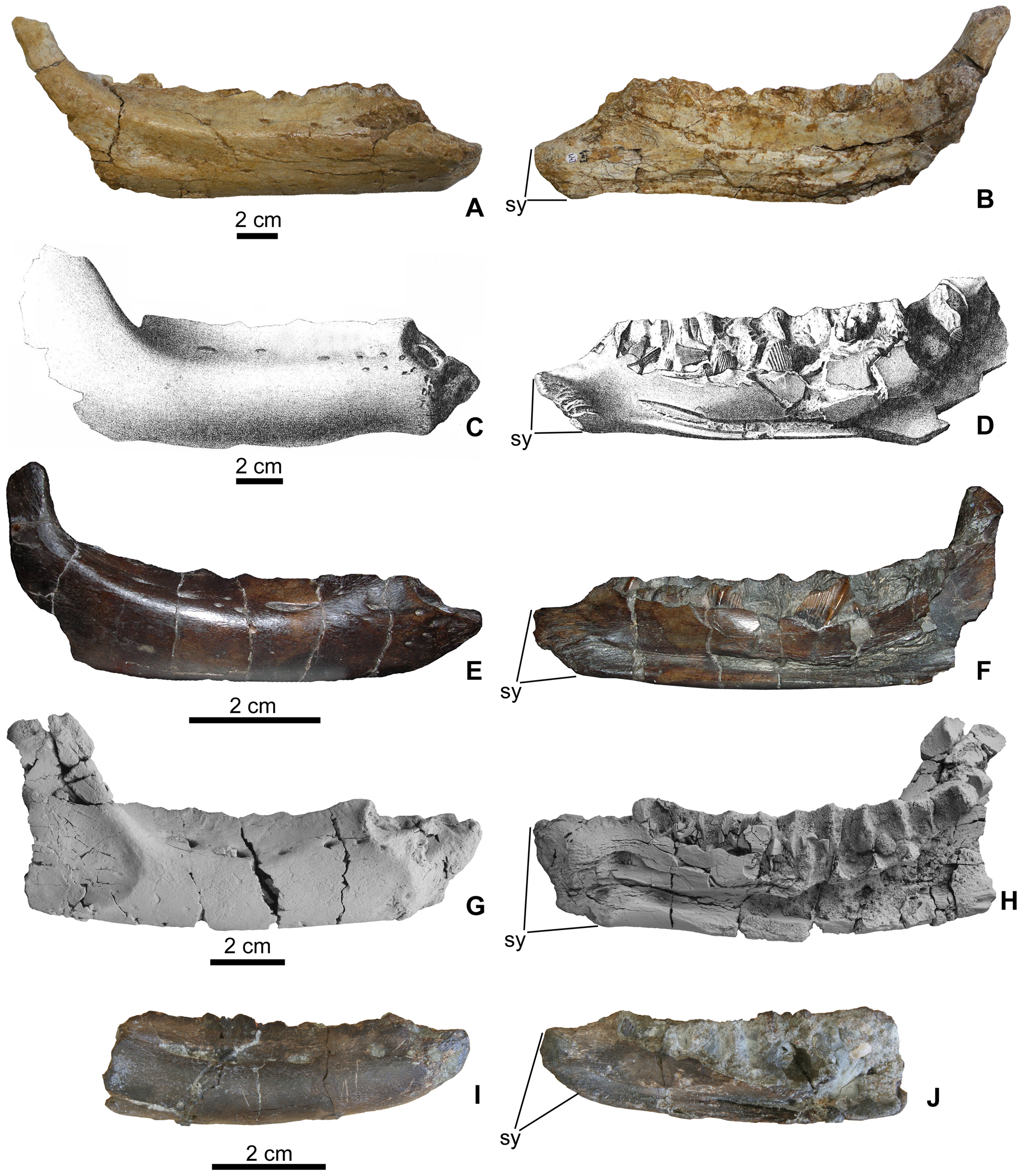
不同凹齒龍科的牙齒

在2002年，大衛·威顯穆沛（David B. Weishampel）等人首次提出凹齒龍科，範圍是：查摩西斯龍與凹齒龍的最近共同祖先，以及其最近共同祖先的所有後代。在2005年，保羅·賽里諾（Paul Sereno）將凹齒龍科定義為：包含凹齒龍在內，但不包含沃克氏副櫛龍在內的最大演化支。凹齒龍科目前包含：凹齒龍（模式種）、查摩西斯龍、可能還有柵齒龍與木他龍。化石已發現於歐洲與澳洲，生存年代為白堊紀，約1億2900萬年前到6550萬年前。